# Chili Williams
Marion Sorenson (Mineápolis, 16 de diciembre de 1921-Garden Grove, 17 de octubre de 2003), conocida como Chili Williams o The Polka Dot Girl («La chica de los lunares»), fue una modelo y actriz pin-up estadounidense. Una fotografía de ella con un bikini de lunares apareció en la revista Life en 1943 y se convirtió en una de las fotografías pin-up más populares de la Segunda Guerra Mundial. Tras la popularidad de sus fotografías pin-up, también apareció en aproximadamente 20 películas entre 1944 y 1952.

## Primeros años
Nació como Marion Sorenson en 1921 en Mineápolis, Minnesota. Su madre era noruega y su padre danés. Se graduó de la escuela secundaria Marshall. Después de graduarse de la escuela secundaria, trabajó como taquígrafa y modelo para una tienda de pieles en Saint Paul (Minnesota). También posó para fotografías, una de las cuales fue vista por el artista de glamur neoyorquino Earl Moran.

## Carrera de modelaje y actuación

### The Polka Dot Girl
En junio de 1943, Marion Sorenson se mudó a la ciudad de Nueva York y se unió a la agencia de modelos de Harry Conover. Conover le dio el nombre de «Chili Williams». Conover ya había pensado en el nombre y estaba esperando a la chica adecuada.
Fue fotografiada en 1943 vistiendo un bikini de lunares delante de las olas de Fire Island, cerca de la costa sur de Long Island en Nueva York. Conover envió una de las fotografías a la revista Life para su columna de imágenes para el editor. Life publicó la fotografía en su número del 27 de septiembre de 1943, junto con la carta de Conover que decía: «Esta fotografía muestra a la Srta. Chili Williams, mi nueva chica de portada ... Esta es una de sus primeras fotografías».
En números posteriores, Life publicó cartas de soldados pidiendo copias de la fotografía. Finalmente, Life publicó una copia de página completa de la famosa fotografía en su número del 22 de noviembre de 1943. La revista señaló que, desde que la fotografía apareció por primera vez en la edición del 27 de septiembre, Williams «se ha convertido en la chica pin-up número uno de las fuerzas armadas de Estados Unidos».
El columnista de un periódico sindicado, Earl Wilson, escribió en diciembre de 1943 que «la imagen que causó todo este alboroto» mostraba a Williams «saliendo prominentemente de un par de pantalones de baño de lunares y un sujetador de lunares ajustado». Wilson señaló que, mientras que otras habían sido descritas como la chica pin-up número uno, Williams era «la chica pin-up número uno número uno». Bromeó diciendo que los editores de Life «odian el cheesecake (un sinónimo de pin-up) como si fuera veneno», pero cedieron ante la demanda de más Chili Williams.
En agosto de 1944, recibió «un diluvio récord de más de 100 000 solicitudes de su fotografía». Entre las cartas había una comunicación oficial de la tripulación del submarino USS Trigger pidiéndole que aceptara el título de «Trigger Girl».  El Trigger se hundió en 1945 después de ser bombardeado por un avión japonés.
Durante el apogeo de su popularidad, a finales de 1943, fue vista cenando regularmente con el playboy y multimillonario sudamericano Jorge Guinle. La pareja era cliente habitual del Stork Club, El Morocco y los clubes de swing de la Calle 52.

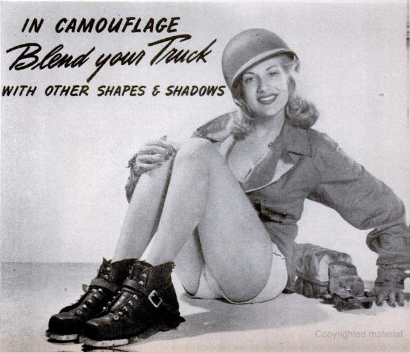
Williams en serie de camuflaje.

En 1944, los ingenieros del ejército contrataron a Williams para posar para una serie de fotografías que se utilizarían en conferencias de entrenamiento sobre el uso del camuflaje. El Ejército declaró en un comunicado oficial que, al utilizar imágenes de Williams, «los principios vitales se imprimen en las mentes de los estudiantes de camuflaje de la manera más efectiva».
En 1947, Eugene Talmadge la nombró teniente coronel honoraria cuando apareció en la Asamblea de Georgia durante un debate.
En 1948, fue la gran mariscal de un desfile en San Mateo (California), mientras montaba un caballo de lunares.

En 1969, The Baltimore Sun escribió:
Sin duda, las dos fotografías pin-up más famosas de la guerra (la guerra) fueron la de Betty Grable mirando por encima del hombro a la cámara, y la de Chili Williams con un traje de baño de dos piezas con lunares. Para los estándares actuales las imágenes eran puritanas. Pero aunque no eran reveladoras, eran sexys de una manera que la pin-up tipo Playboy de hoy nunca lo será. Los conejitos plegables eran objetos y Betty y Chili eran personas.

### Carrera de actuación
En 1944, tuvo un papel en la película Having Wonderful Crime, que según Los Angeles Times fue su primera película. Si bien actuó en varias películas, no fue conocida por su trabajo en cine.

## Familia y últimos años
El primer matrimonio de Williams terminó en divorcio. Se casó con John Uhlman, un representante de relaciones públicas corporativas, en 1954. Operaron una tienda de ropa en Las Vegas, Nevada, durante la década de 1950. Tuvo una hija, Amy, y un hijo, Cary. Williams y su esposo luego se mudaron a Garden Grove (California). Entrevistada para un reportaje en 1977, dijo:
Mi vida es mucho más feliz y plena ahora. La vida glamurosa era divertida, pero nunca fui muy feliz en ese negocio. Por lo demás no he cambiado mucho. Todavía uso la misma talla, 10 o 12, y tengo algunas líneas de expresión en la cara. A veces uso bikini en la playa. Siempre voy al océano; lo llevo en la sangre. Todavía siento que soy la misma persona en esa foto.
Murió en California en 2003.

## Filmografía
| Título                  | Año  | Papel                              | Notas         |
| ----------------------- | ---- | ---------------------------------- | ------------- |
| Heavenly Days           | 1944 | Trabajadora de oficina             | Sin acreditar |
| Girl Rush               | 1944 | Chica : 176                        | Sin acreditar |
| The Falcon in Hollywood | 1944 | Hermosa rubia                      | Sin acreditar |
| Having Wonderful Crime  | 1945 | Rubia de lunares : 167             |               |
| Un hombre fenómeno      | 1945 | Chica Goldwyn : 585                | Sin acreditar |
| George White's Scandals | 1945 | Corista                            | Sin acreditar |
| Johnny Angel            | 1945 | Pelirroja                          | Sin acreditar |
| Copacabana              | 1947 | Chica de Copa con Sobel : 92       |               |
| Gas House Kids Go West  | 1947 | Nan Crowley : 167                  |               |
| Heartaches              | 1947 | Sally - Secretaria de Morton : 196 |               |
| Assigned to Danger      | 1948 | Secretaria                         | Sin acreditar |
| Raw Deal                | 1948 | Marcy : 393                        |               |
| My Dream Is Yours       | 1949 | Presidenta del club de fanes : 329 | Sin acreditar |
| Kill the Umpire         | 1950 | Corista                            | Sin acreditar |
| Al borde del peligro    | 1950 | Teddy                              | Sin acreditar |
| Frenchie                | 1950 | Cortadora de cartas                | Sin acreditar |
| The Las Vegas Story     | 1952 | Invitada                           | Sin acreditar |
| A Girl in Every Port    | 1952 | Chica que salta al coche           | Sin acreditar |
| The Lusty Men           | 1952 | Parte secundaria                   | Sin acreditar |
| Captive Women           | 1952 | Segunda cautiva                    |               |